# TNBC
TNBC, ou Teen NBC, foi um bloco de programação da NBC, voltado ao público adolescente, e exibido nas manhãs dos sábados, sendo exibido a partir de 1992 até 2002, quando programas já exibidos pelo Discovery Kids, foram compradas pela emissora e substituíram as atrações originais. A ideia do bloco, e o conceito dos programas, vieram de Saved by the Bell, que no final dos anos 1980 e início dos anos 1990, fazia um enorme sucesso entre os jovens.

## Programas exibidos
| - All About Us - Brains & Brawn - California Dreams - City Guys - Hang Time - Just Deal | - Name Your Adventure - NBA Inside Stuff - One World - Running the Halls - Saved by the Bell: The New Class - Sk8 |